# Budowlani Łódź (volley-ball féminin)
Maillots
Le Budowlani Łódź est un club féminin de volley-ball polonais, fondé en 2006 et basé à Łódź évoluant pour la saison 2018-2019 en Liga Siatkówki Kobiet.

## Historique
- Organika Budowlani Łódź (2006–2011)
- Budowlani Łódź (2011–2013)
- Beef Master Budowlani Łódź (2013–2014)
- Budowlani Łódź (2014–2016)
- Grot Budowlani Łódź (2016–...)

## Palmarès
- Championnat de Pologne
  - Finaliste : 2017[2], 2019.
- Coupe de Pologne
  - Vainqueur : 2010, 2018[3].
  - Finaliste : 2017[4].
- Supercoupe de Pologne
  - Vainqueur : 2017[5], 2018[6], 2020.
  - Finaliste : 2010.